# Abdullah Mayouf
Abdullah Mayouf (arabe : عبد الله معيوف), né le 3 décembre 1953 au Koweït, est un footballeur international koweïtien, qui évoluait au poste de défenseur.

## Biographie

### Carrière en club
Abdullah Mayouf joue en faveur du Kazma Sporting Club entre 1980 et 1990. Il remporte avec cette équipe deux titres de champion du Koweït, et trois Coupes du Koweït. Il remporte également la Coupe du golfe des clubs champions en 1987.

### Carrière en équipe nationale
Avec l'équipe du Koweït, il joue 18 matchs dans les compétitions organisées par la FIFA, inscrivant un but, entre 1977 et 1982.
Il joue onze matchs rentrant dans le cadre des éliminatoires du mondial 1978, et quatre rentrant dans le cadre des éliminatoires du mondial 1982.
Il figure dans le groupe des sélectionnés lors de la Coupe du monde de 1982. Lors du mondial organisé en Espagne, il joue trois matchs : contre la Tchécoslovaquie, la France, et l'Angleterre.

## Palmarès
Kazma
| - Championnat du Koweït (2) : - Champion : 1985-86 et 1986-87. - Vice-champion : 1988-89. - Coupe du Koweït (3) : - Vainqueur : 1981-82, 1983-84 et 1989-90. - Finaliste : 1984-85. |  | - Coupe du golfe des clubs champions (1) : - Vainqueur : 1987. - Finaliste : 1988. |